# الکالاتن
الکالاتن (به اسپانیایی: Alcalatén) یک سکونتگاه مسکونی در اسپانیا است که در استان کاستلیون واقع شده‌است.

## خصوصیات
الکالاتن ۶۴۸٫۶۸ کیلومترمربع مساحت و ۱۶٬۹۹۱ نفر جمعیت دارد.